# Ferdinand-Marie Delvaux
Pour les articles homonymes, voir Delvaux.
Ferdinand-Marie Delvaux, né à Bruxelles le 13 juillet 1782 et mort à Bologne le 27 septembre 1815, est un peintre français d'origine flamande.

## Biographie
Ferdinand-Marie Delvaux est le fils de Jean-Godefroid Delvaux, avocat puis secrétaire au Conseil de Brabant et de Catherine-Thérèse Martine Van Assche, et petit-fils du sculpteur Laurent Delvaux (1696-1778). Il est l'oncle du peintre Édouard Delvaux.
Il se forme à Gand dans l'atelier du peintre d'histoire André Lens, et poursuit sa formation à Rome en 1810 où il peint de nombreuses scènes d'intérieurs de monastères ou de catacombes, ainsi que des vues de villages.
Revenu à Bruxelles il pratique la peinture religieuse.
Un second voyage à Rome en 1814 lui est fatal. Empoisonné dans une auberge non loin de Bologne, pour lui voler son argent, il meurt le 27 septembre 1815.
Sa famille et ses amis lui érigèrent dans l'ancienne église Sainte-Catherine de Bruxelles un monument commémoratif, dû au ciseau de Gilles-Lambert Godecharle, et qui a été déposé ensuite dans la nouvelle église Sainte-Catherine de Bruxelles.

## Œuvres
- Le Martyre de Saint Stéphane, église des Minimes, Bruxelles.
- Peinture pour l'église Sainte-Catherine, Bruxelles.